# Lagranges fyrkvadratssats
Lagranges fyrkvadratssats, eller Bachets förmodan, är en matematisk sats inom talteorin som säger att alla naturliga tal kan uttryckas som summan av exakt fyra icke-negativa heltalskvadrater. Det är ekvivalent med att det för varje naturligt tal {\displaystyle p} finns fyra icke-negativa heltal {\displaystyle a,b,c} och {\displaystyle d} som tillsammans uppfyller ekvationen
{\displaystyle p=a^{2}+b^{2}+c^{2}+d^{2}}.
Det är också ekvivalent med påståendet att alla naturliga tal är en heltalskvadrat eller kan skrivas som summan av högst fyra positiva heltalskvadrater. Satsen har fått sitt namn från Joseph-Louis Lagrange som 1770 blev den första att bevisa den. Även Claude Gaspard Bachet de Méziriac uttalade denna sats, innan Lagrange hade bevisat den, därav namnet "Bachets förmodan".